# G7a
Il T-1 (modello G7a) era un siluro usato dai sommergibili tedeschi durante la prima parte della seconda guerra mondiale. Questo modello iniziale poteva essere settato su tre tipi di velocità: 30 nodi (per un percorso massimo di 12.500 metri), 40 nodi (massimo 7.500 metri) e 44 nodi (massimo 5.000 metri). Uno dei difetti principali del T-1 G7a era la scia visibile sott'acqua. Ciò era dovuto alla propulsione a vapore del siluro che ne rendeva possibile così l'avvistamento in tempo da parte della nave bersaglio, permettendo quindi a questa manovre difensive e non ultimo di individuare, seppur sommariamente, la direzione del sommergibile che aveva lanciato il siluro.